# Stazione meteorologica di Montazzoli
La stazione meteorologica di Montazzoli è la stazione meteorologica di riferimento relativa alla località di Montazzoli.

## Coordinate geografiche
La stazione meteorologica si trova nell'area climatica dell'Italia centrale, in cui è compreso l'intero territorio regionale dell'Abruzzo, in provincia di Chieti, nel comune di Montazzoli,  a 800 metri s.l.m. e alle coordinate geografiche 41°57′N 14°26′E.

## Dati climatologici
In base alla media trentennale di riferimento 1961-1990, la temperatura media del mese più freddo, gennaio, si attesta a +3,0 °C; quella dei mesi più caldi, luglio e agosto, è di +22,5 °C .
| Montazzoli         | Mesi | Mesi | Mesi | Mesi | Mesi | Mesi | Mesi | Mesi | Mesi | Mesi | Mesi | Mesi | Stagioni | Stagioni | Stagioni | Stagioni | Anno |
| Montazzoli         | Gen  | Feb  | Mar  | Apr  | Mag  | Giu  | Lug  | Ago  | Set  | Ott  | Nov  | Dic  | Inv      | Pri      | Est      | Aut      | Anno |
| ------------------ | ---- | ---- | ---- | ---- | ---- | ---- | ---- | ---- | ---- | ---- | ---- | ---- | -------- | -------- | -------- | -------- | ---- |
| T. max. media (°C) | 5,2  | 7,1  | 9,7  | 14,1 | 19,1 | 23,9 | 27,3 | 27,3 | 22,6 | 15,9 | 10,6 | 7,3  | 6,5      | 14,3     | 26,2     | 16,4     | 15,8 |
| T. min. media (°C) | 0,8  | 1,6  | 3,4  | 6,7  | 10,9 | 15,0 | 17,7 | 17,8 | 14,7 | 10,3 | 6,2  | 3,1  | 1,8      | 7,0      | 16,8     | 10,4     | 9,0  |